# Луцій Цецилій Метелл Діадемат
Луцій Цецилій Метелл Діадемат (158 — після 100 р. до н. е.) — політичний, державний і військовий діяч Римської республіки, консул 117 року до н. е.

## Життєпис
Походив з роду нобілів Цециліїв Метеллів. Син Квінта Цецилія Метелла Македонського, консула 143 року до н. е. Отримав свій агномен «діадемат» через пов'язку на лобу, які він носив щоб приховати виразку. 
У 120 році до н. е. став претором. У 117 році до н. е. обрано консулом разом з Квінтом Муцієм Сцеволою. У 116 році до н. е. став проконсулом Цизальпійської Галлії. Під час свого проконсульства побудував Цецилієв шлях у провінції — від Саліярія до м. Амітерн на узбережжі Адріатичного моря.
У 115 році до н. е. був  обраний цензором разом з Гнеєм Доміцієм Агенобарбом. Під час своєї каденції цензори виключили з сенату 32 особи. У 100 році до н. е. брав участь у придушенні повстання Апулея Сатурніна та Главції. У цьому ж році виступив з клопотанням щодо повернення свого родича Квінта Цецилія Метелла Нумідійського, але марно. Подальша доля невідома.

## Родина
- Квінт Цецилій Метелл Целер, народний трибун 90 року до н. е.
- Цецилія Метелла, дружина Аппія Клавдія Пульхра, консула 79 року до н. е.